# Roadwar 2000
Roadwar 2000 est un jeu vidéo de stratégie au tour par tour développé et publié par Strategic Simulations sur Commodore 64 et Apple II en 1986. Le jeu a ensuite été porté sur Amiga, Apple IIGS et Atari ST par Westwood Studios ainsi que sur DOS. Le jeu se déroule aux États-Unis dans un futur post-apocalyptique. La population a été décimée par un virus et les radiations provoquées par une guerre nucléaire ont transformé une partie des survivants en mutants. Le pays est plongé dans le chaos et pour rétablir l'ordre, le gouvernement fait appel à un chef de gang, incarné par le joueur. Son objectif est d'abord de recruter de nouveaux membres et de récupérer du matériel et des véhicules pour les équiper. Au cours de ses recherches, il affronte d'autres gangs, des mutants, des envahisseurs et des cannibales. Le système de combat du jeu est similaire à celui de Wizard's Crown sur lequel a également travaillé Jeffrey Johnson.  
Au total, Strategic Simulations a vendu 44 044 copies du jeu.
Il a bénéficié d'une suite, baptisée Roadwar Europa et publiée 1987.

## Trame
Roadwar 2000 se déroule dans un futur post-apocalyptique, inspiré de Mad Max et de Autoduel, aux États-Unis, au Mexique et aux Bahamas,,. Le scénario du jeu débute à la fin du XXe siècle alors que la population des États-Unis est décimée par un virus, transmis à la population par les membres d’une secte de fanatiques. Les forces de la police et de l’armée sont anéanties et l’anarchie ne tarde pas à régner dans le pays. La situation s’aggrave encore lorsque les points stratégiques du pays sont détruits par des bombes nucléaires, dont les radiations provoquent d’importantes dégénérescences qui  transforment peu à peu les survivants en mutants. Le joueur incarne un chef de gang, chargé par le gouvernement de rétablir l’ordre dans le pays. Pour cela, il doit mettre sur pied et gérer une milice et reconquérir les États-Unis région par région.

## Système de jeu
Roadwar 2000 est un jeu de stratégie au tour par tour dans lequel le joueur incarne un chef de gang chargé de rétablir l’ordre dans des États-Unis en proie à l’anarchie. Pour cela, il doit s’appuyer sur une milice dont il doit gérer les besoins en essence, en médicament, en munitions, en armes, en véhicules et en nourriture. Le jeu se déroule à deux échelles différentes. À l’échelle stratégique, le joueur déplace la totalité de sa milice sur les routes des États-Unis. Lors des combats, le jeu passe à l’échelle tactique et chaque véhicule est représenté individuellement.
Pour mettre sur pied sa milice, il doit d’abord recruter des mercenaires dans les différentes villes du pays. Pour cela, il peut envoyer des émissaires auprès des différents gangs qui les contrôlent, qui peuvent alors décider de se joindre au joueur ou au contraire de le combattre. Trois types de personnages jouent un rôle prépondérant dans la milice du joueur : le médecin, le sergent et le politicien. Le premier peut soigner les troupes, le second s’assurent qu’elles ne désertent pas et augmente leur efficacité et le troisième gère les relations avec les autres gangs. Le joueur déplace sa milice sur les routes des États-Unis à bord de différents types de véhicules, parmi les 19 présents dans le jeu. Ces derniers peuvent être utilisés lors des combats et sont dotés de caractéristiques comme la vitesse, l’accélération, la solidité et l’armement. Pour gagner, le joueur doit visiter les 120 villes présentes dans le jeu. Dans celles-ci, il peut y organiser des caches de ravitaillement, reprendre celle tombées aux mains de gangs adverses, rechercher des scientifiques  capable de trouver un vaccin contre le virus qui décime la population et pillez les magasins afin d’entretenir sa milice.

## Développement et publication
Développé par Jeffrey Johnson, le jeu est publié par Strategic Simulations en août 1986 sur Apple II et Commodore 64,,. Il est ensuite porté sur Atari ST et Amiga par Westwood Studios, respectivement en mars et en avril 1987,. Il est enfin porté sur IBM PC au printemps de la même année, puis sur Apple IIGS à l'été 1988.

## Accueil
| Roadwar 2000             |      |       |
| Média                    | Nat. | Notes |
| Amiga User International | US   | 6/10  |
| Computer Gamer           | GB   | 76 %  |
| Datormagazin             | US   | 1.3/5 |
| Dragon                   | US   | 5/5   |

À sa sortie, la version originale de Roadwar 2000, sur Apple II, est encensé par  le journaliste James Trunzo du magazine Compute! qui salue notamment sa combinaison de combats excitant et d’une campagne stratégique et tactique qui offre d’après lui au joueur le meilleur de deux mondes. Il ajoute qu’il bénéficie de plus de graphismes agréables et qu’il est suffisamment varié pour garantir une bonne durée de vie, avant de conclure qu’il s’agit d’un nouveau succès pour Strategic Simulations. De la même manière, la version Amiga est très généralement saluée par la presse spécialisée. À son sujet, le journaliste Arnie Katz du magazine Ahoy! met d’abord en avant ses graphismes, qu’il juge légèrement meilleurs que ceux de la version originale, même s’il estime que, comme pour la plupart des jeux de  Strategic Simulations, l’aspect visuel ne revêt qu’une importance secondaire. Il salue également son système de jeu en expliquant que « plus on y joue, plus il devient agréable », et qu’il promet de nombreuses heures d’amusement. Le journaliste du magazine Amiga User International juge également que les graphismes de la version Amiga sont réussis, malgré des déplacements un peu saccadé, mais critique en revanche les effets sonores minimalistes du jeu. Il note néanmoins que l’intérêt du jeu réside dans son système de jeu, dont il salue la profondeur. Il estime ainsi que la variété des véhicules, des habitants, des terrains et des options de combats, combiné avec sa trame et son scénario, en font un des jeux de stratégie les plus passionnants. 
Au total, Strategic Simulations a vendu 44 044 copies du jeu.

## Postérité
Après la sortie de Roadwar 2000, Jeffrey Johnson en développe une suite qui est publié sous le titre de Roadwar Europa par Strategic Simulations en 1987 sur Apple II, Commodore 64, IBM PC, Amiga et Atari ST ,. Le jeu se déroule dans le même futur post-apocalyptique que son prédécesseur mais en transpose l’action en Europe. À sa sortie, il bénéficie d’un accueil moins favorable que le premier volet et Strategic Simulations ne vend au total que 18 765 copies du jeu.  